# 大順平定
大順平定（？—？）為明朝正德年間（1506年—1521年）民變軍領袖段鋹的年号。
名稱方面，李兆洛《紀元編》作平定，鍾淵映《歷代建元考》、榮孟源《中國歷史紀年》認為是建國號大順，改元平定，羅振玉《校增紀元編》作「平定」、「大順」兩個年號。

### 參看
- 中國年號索引